# 三保之松原

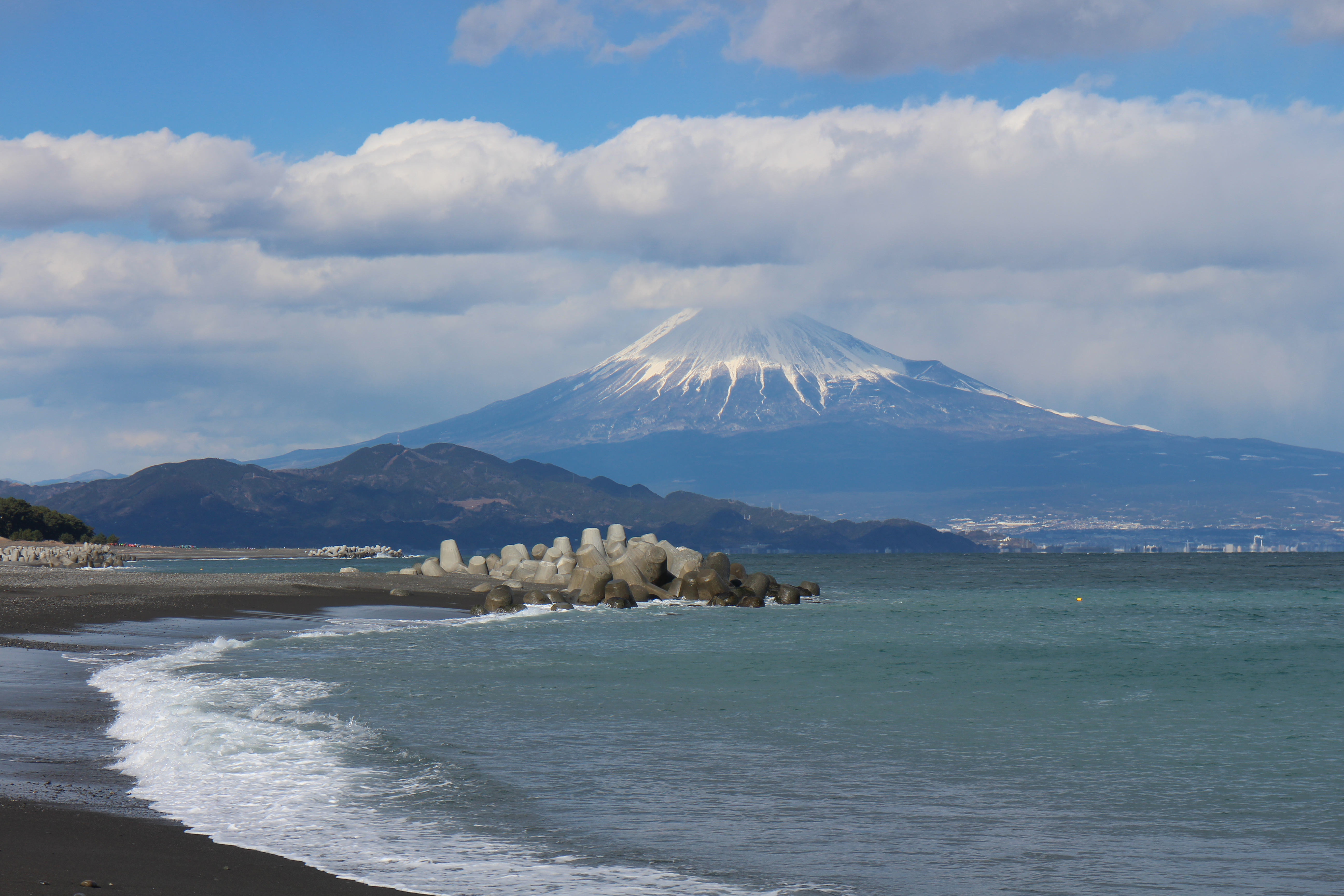
三保之松原与富士山

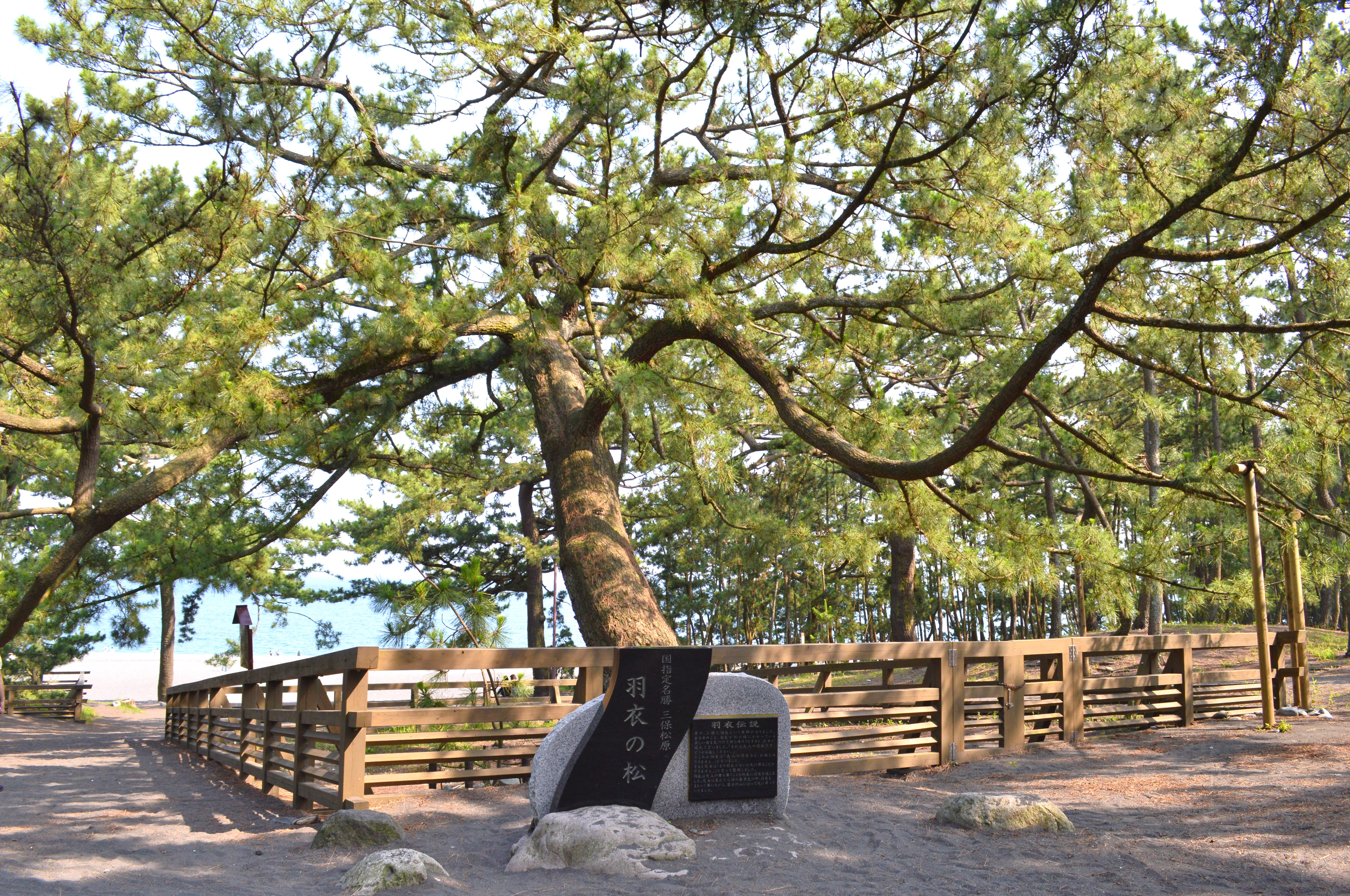
羽衣之松

三保之松原位於日本靜岡縣靜岡市清水區三保半島，白砂青松總長度達七公里，位於駿河灣時亦可遠眺伊豆半島及富士山，獲選為新日本三景、日本三大松原、白砂青松百選，為靜岡縣相當重要的自然觀光景點。也是日本指定名勝和世界文化遺產。
日本各地有名的仙女下凡故事「羽衣傳說」，其中一個地點就是在三保之松原（其他地點包括滋賀縣余吳、京都府峰山及千葉縣佐倉），位於三保之松原附近的御穗神社，還保存著據說是仙女的羽衣碎片。

## 畫廊

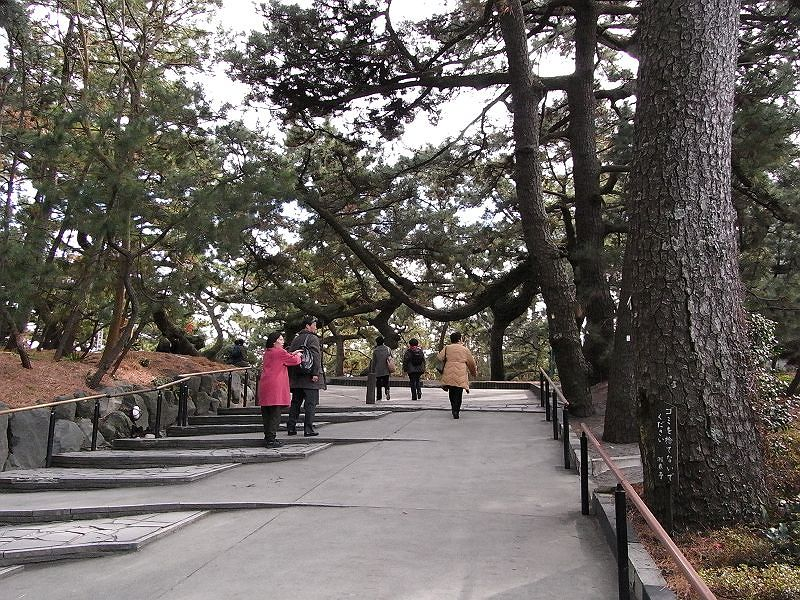
三保之松原（2009年1月27日）
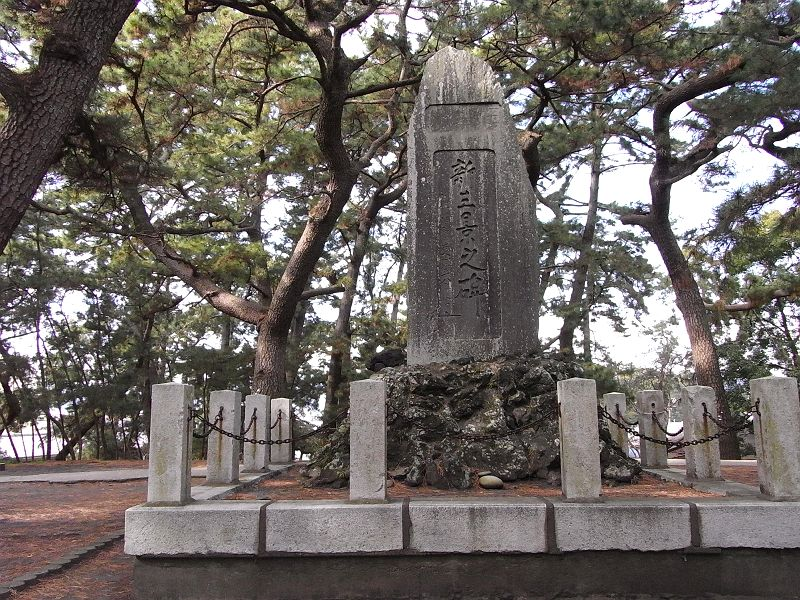
新三景之碑（2009年1月27日）
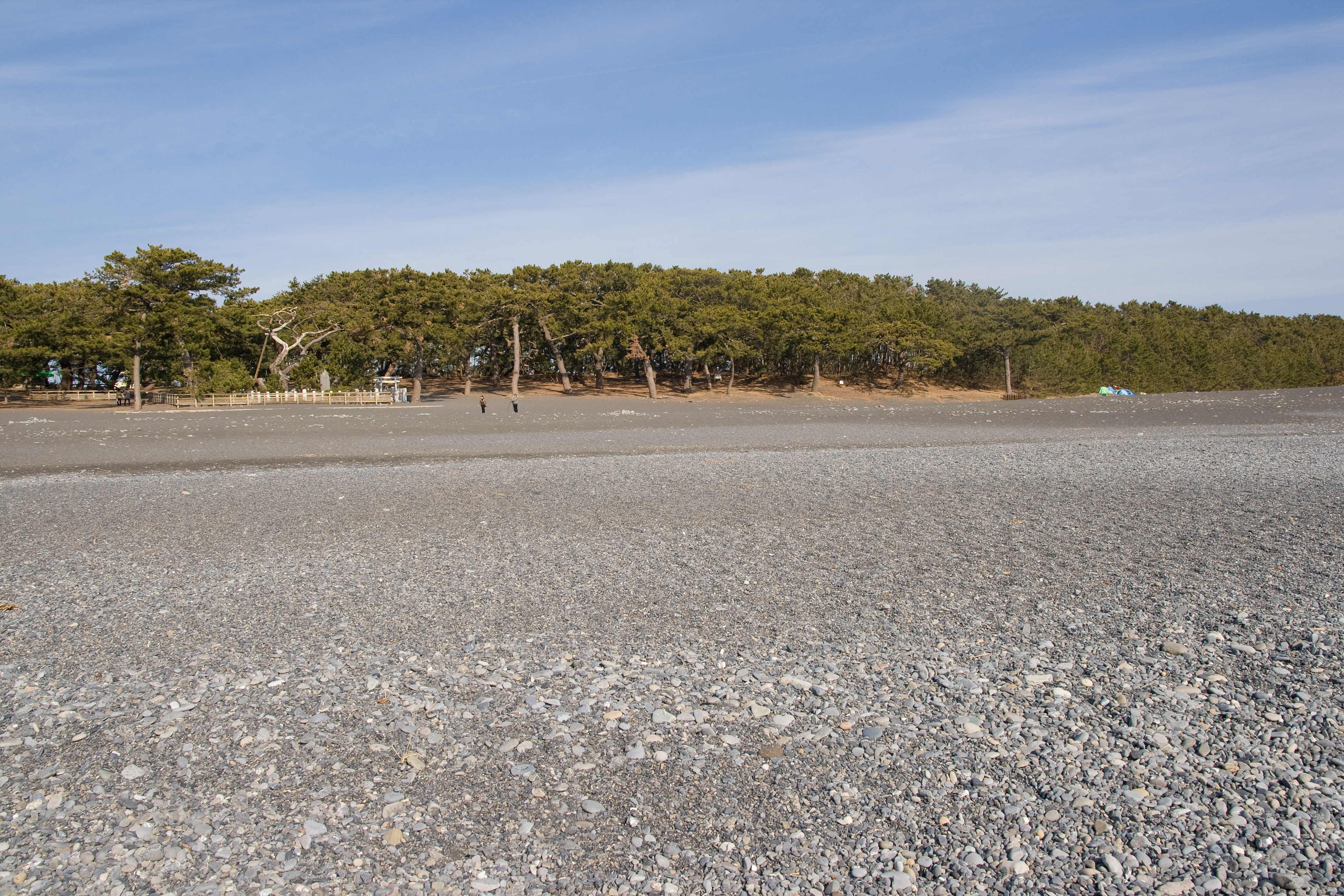
三保之松原的松林與砂濱
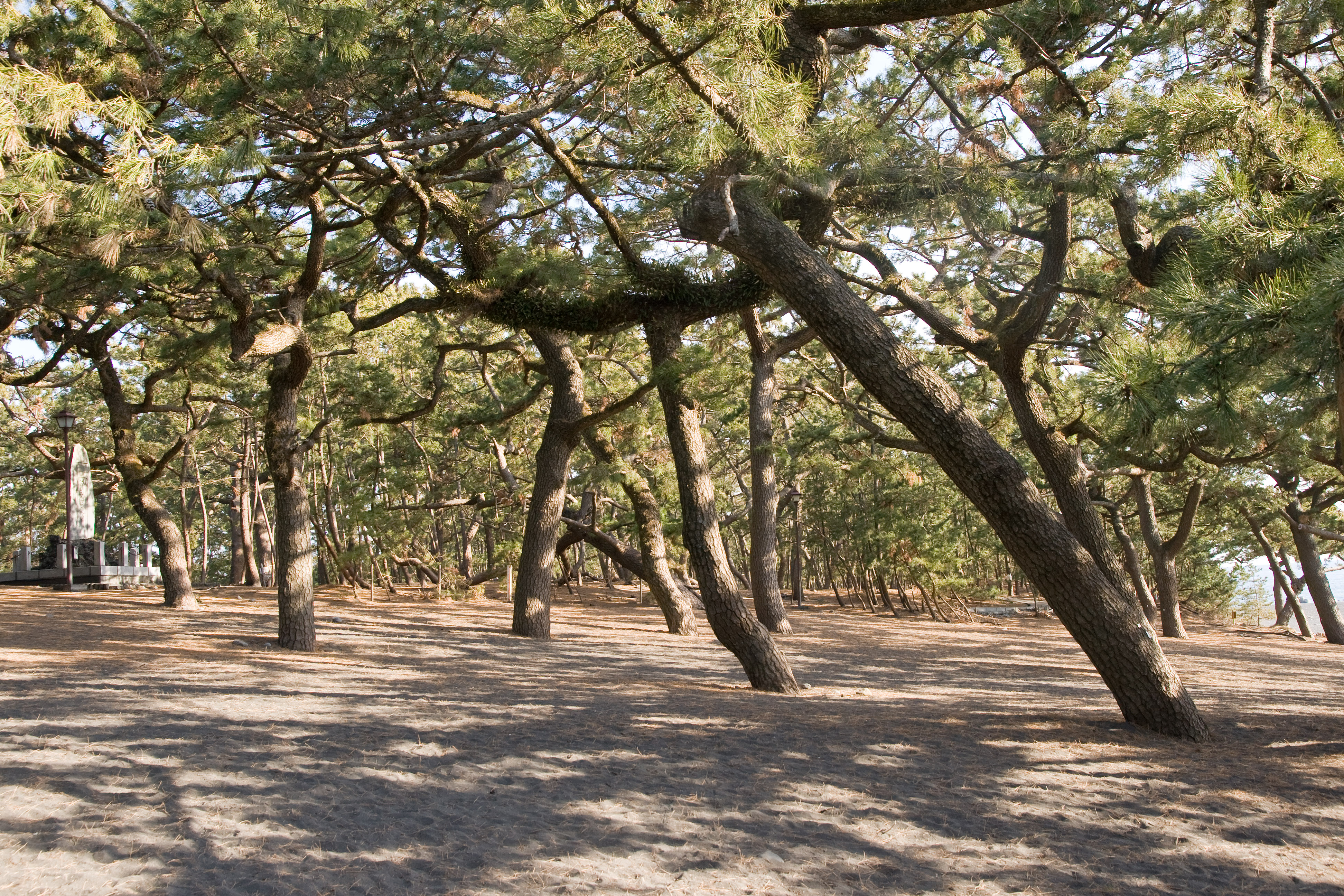
三保之松原的松林
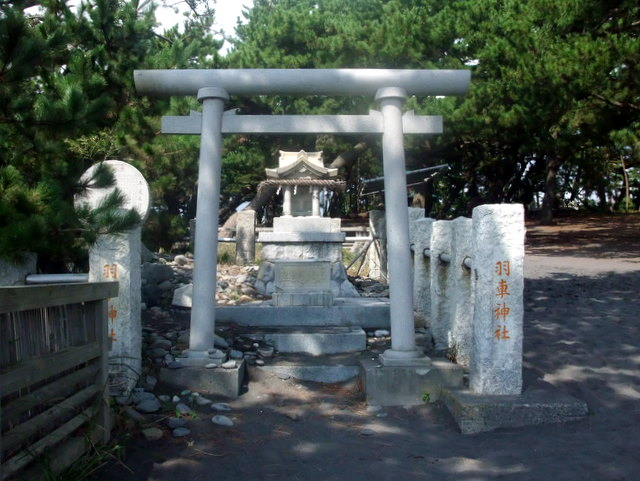
羽車神社。御穗神社的離宮
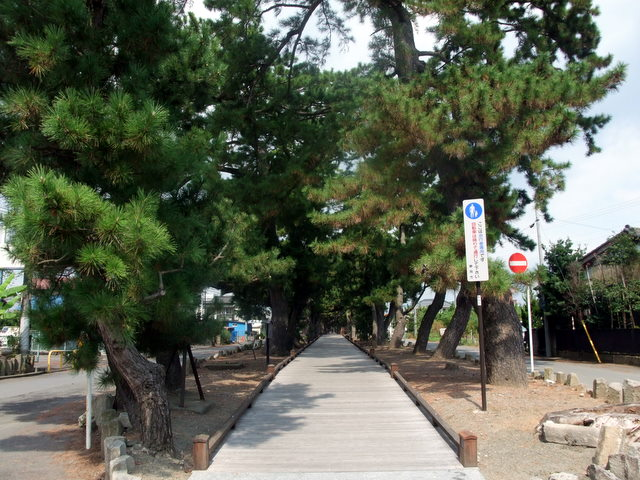
神道。
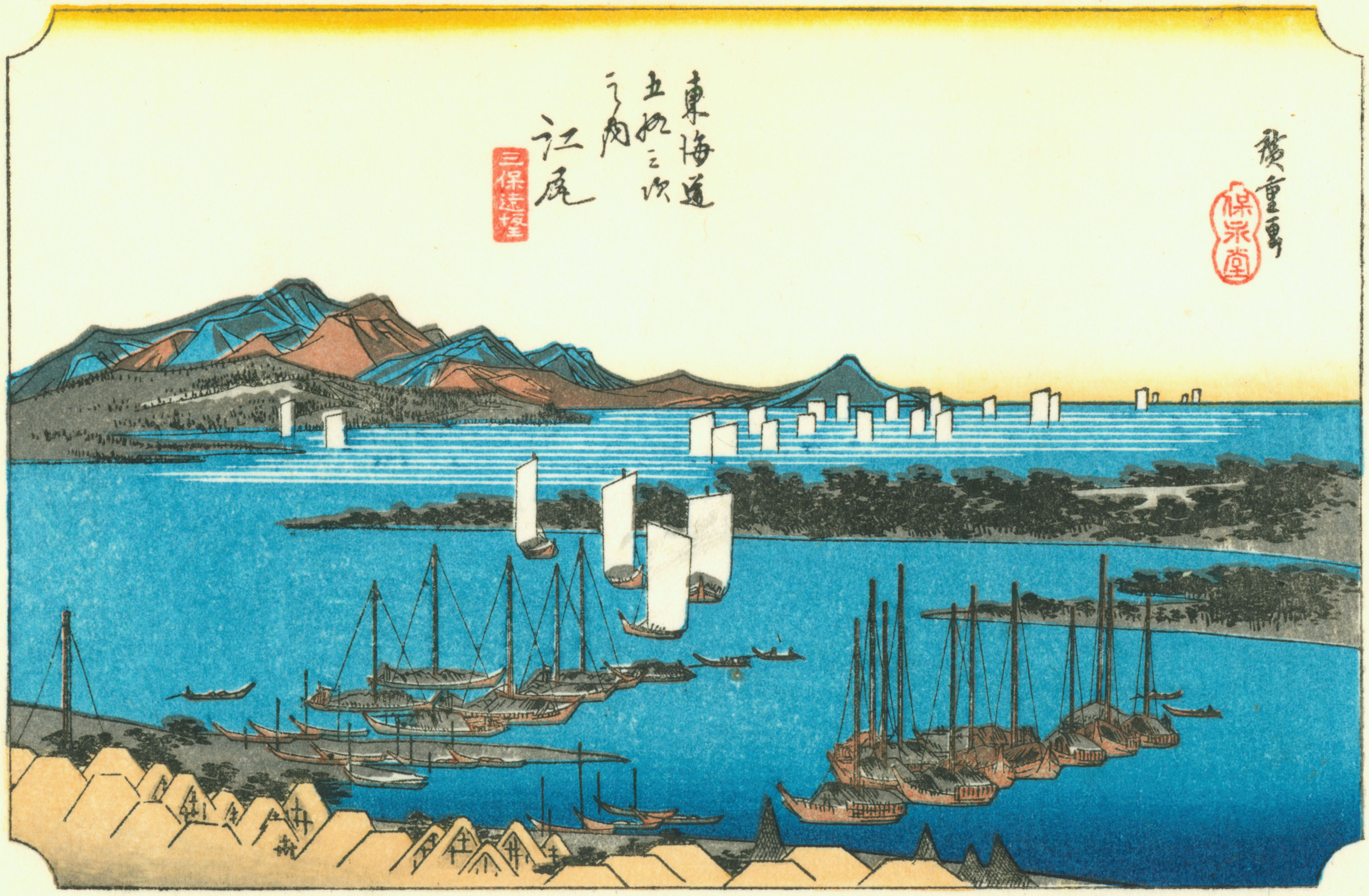
歌川廣重《東海道五十三次・江尻》